# Buoni o cattivi Live Anthology 04.05
Buoni o cattivi Live Anthology 04.05 è un cofanetto del cantautore italiano Vasco Rossi. Raccoglie tutti i brani eseguiti dal vivo nei vari concerti del Buoni o cattivi Tour, svoltosi nel biennio 2004-2005 negli stadi italiani.

## Tracce
Disco 1
1. Cosa vuoi da me – 5:25
2. Fegato spappolato – 4:27
3. Non basta niente – 4:12
4. Anymore – 4:29
5. Come stai – 4:36
6. Hai mai – 4:46
7. E… – 3:55
8. Sally – 4:50
9. Stendimi – 3:52
10. Domenica lunatica – 4:33
11. Rewind – 4:15
12. Stupido Hotel – 4:44
13. Bollicine – 6:38
14. Vivere – 5:53
15. Medley – 5:13
16. Siamo solo noi – 4:49

Disco 2
1. Un gran bel film – 4:21
2. Deviazioni – 3:11
3. Dimentichiamoci questa città – 4:22
4. Dillo alla Luna – 5:44
5. Portatemi Dio – 4:21
6. Cosa succede in città – 3:37
7. …Stupendo – 7:17
8. Buoni o Cattivi – 3:36
9. Señorita – 4:32
10. C'è chi dice no – 5:06
11. Gli spari sopra – 4:07
12. Siamo soli – 3:53
13. Un senso – 5:58
14. Senza parole – 5:48
15. Vita spericolata – 3:46
16. Albachiara – 9:24

## Formazione
- Stef Burns – chitarra elettrica
- Maurizio Solieri – chitarra elettrica
- Riccardo Mori – chitarra acustica
- Mike Baird – batteria
- Claudio Golinelli – basso
- Frank Nemola – elettronica, tromba
- Andrea Innesto – fiati, cori
- Alberto Rocchetti – tastiera
- Clara Moroni – cori
- Diego Spagnoli – presentatore

## Classifiche

### Classifiche settimanali
| Classifica (2005) | Posizione massima |
| ----------------- | ----------------- |
| Italia            | 1                 |
| Svizzera          | 65                |

### Classifiche di fine anno
| Classifica (2005) | Posizione |
| ----------------- | --------- |
| Italia            | 11        |
| Classifica (2006) | Posizione |
| Italia            | 13        |

### Classifica italiana
| Classifica Fimi | Classifica Fimi | Classifica Fimi | Classifica Fimi | Classifica Fimi | Classifica Fimi | Classifica Fimi | Classifica Fimi | Classifica Fimi | Classifica Fimi | Classifica Fimi | Classifica Fimi | Classifica Fimi | Classifica Fimi | Classifica Fimi | Classifica Fimi | Classifica Fimi | Classifica Fimi | Classifica Fimi | Classifica Fimi | Classifica Fimi | Classifica Fimi | Classifica Fimi | Classifica Fimi | Classifica Fimi | Classifica Fimi | Classifica Fimi | Classifica Fimi | Classifica Fimi | Classifica Fimi | Classifica Fimi | Classifica Fimi | Classifica Fimi | Classifica Fimi |
| Settimane       | 01              | 02              | 03              | 04              | 05              | 06              | 07              | 08              | 09              | 10              | 11              | 12              | 13              | 14              | 15              | 16              | 17              | 18              | 19              | 20              | 21              | 22              | 23              | 24              | 25              | 26              | 27              | 28              | 29              | 30              | 31              | 32              | 33              |
| --------------- | --------------- | --------------- | --------------- | --------------- | --------------- | --------------- | --------------- | --------------- | --------------- | --------------- | --------------- | --------------- | --------------- | --------------- | --------------- | --------------- | --------------- | --------------- | --------------- | --------------- | --------------- | --------------- | --------------- | --------------- | --------------- | --------------- | --------------- | --------------- | --------------- | --------------- | --------------- | --------------- | --------------- |
| Posizione       | 2               | 3               | 4               | 4               | 1               | 1               | 2               | 2               | 3               | 5               | 4               | 5               | 5               | 17              | 17              | 11              | 17              | 24              | 15              | 20              | 22              | 15              | 16              | 20              | 27              | 26              | 26              | 41              | 44              | 40              | 41              | 41              | 37              |
| Settimane       | 34              | 35              | 36              | 37              | 38              | 39              | 40              | 41              | 42              | 43              | 44              | 45              | 46              | 47              | 48              | 49              | 50              | 51              | 52              | 53              | 54              | 55              | 56              | 57              | 58              | 59              | 60              | 61              | 62              | 63              | 64              | 65              | 66              |
| Posizione       | 33              | 38              | 32              | 33              | 17              | 18              | 32              | 44              | 46              | 57              | 51              | 51              | 63              | 52              | 59              | 56              | 59              | 92              | 91              | —               | —               | —               | —               | —               | —               | —               | —               | —               | —               | —               | —               | —               | —               |

## DVD
È stata pubblicata di "Buoni o cattivi Live Anthology 04.05" una versione in DVD costituita da 3 dischi.

### DVD 1
1. Cosa Vuoi Da Me - 5:26 (Live Anthology 2004)
2. Fegato Spappolato - 4:28 (Live Anthology 2004)
3. Non Basta Niente - 4:12 (Live Anthology 2004)
4. Anymore - 4:29 (Live Anthology 2004)
5. Come Stai - 4:36 (Live Anthology 2004)
6. Hai Mai - 4:46 (Live Anthology 2004)
7. E… - 3:55 (Live Anthology 2004)
8. Sally - 4:51 (Live Anthology 2004)
9. Interludio 2004 - 0:01 (Live Anthology 2004)
10. Stendimi - 3:52 (Live Anthology 2004) 1980
11. Domenica Lunatica - 4:33 (Live Anthology 2004)
12. Rewind - 4:15 (Live Anthology 2004)
13. Stupido Hotel - 4:44 (Live Anthology 2004)
14. Bollicine - 6:39 (Live Anthology 2004) 1983
15. Vivere - 5:53 (Live Anthology 2004) 2000
16. Medley - 5:14 (Live Anthology 2004)
17. Siamo Solo Noi - 4:50 (Live Anthology 2004)

### DVD 2
1. Un Gran Bel Film - 4:21 (Live Anthology 2005)
2. Deviazioni 3:11 - (Live Anthology 2005)
3. Dimentichiamoci Questa Città - 4:23 (Live Anthology 2005)
4. Dillo Alla Luna - 5:45 (Live Anthology 2005)
5. Portatemi Dio - 4:22 (Live Anthology 2005)
6. Cosa Succede In Città - 3:37 (Live Anthology 2005)
7. ......Stupendo - 7:17 (Live Anthology 2005)
8. Buoni O Cattivi - 3:36 (Live Anthology 2005)
9. Señorita - 4:33 (Live Anthology 2005)
10. C'è Chi Dice No - 5:07 (Live Anthology 2005)
11. Gli Spari Sopra - 4:07 (Live Anthology 2005)
12. Siamo Soli - 3:53 (Live Anthology 2005)
13. Un Senso - 5:58 (Live Anthology 2005)
14. Senza Parole - 5:48 (Live Anthology 2005)
15. Vita Spericolata - 3:46 (Live Anthology 2005)
16. Albachiara - 9:24 (Live Anthology 2005)

### DVD 3
1. On The Road - 34:42 (Live Anthology 04.05)
2. Special Catanzaro - 14:22 (Live Anthology 04.05)
3. From The Arena - 15:00 (Live Anthology 04.05)
4. La Band - 5:02 (Live Anthology 04.05)
5. Come Stai - 4:20 (Video Inedito Live Anthology 04.05)
6. Photogallery - 4:33 (Live Anthology 04.05)
7. Credits - 4:33 (Live Anthology 04.05)

### Classifiche
| Classifica (2005) | Posizione massima |
| ----------------- | ----------------- |
| Italia            | 1                 |

### Classifiche di fine anno
| Classifica (2005) | Posizione |
| ----------------- | --------- |
| Italia            | 1         |
| Classifica (2006) | Posizione |
| Italia            | 6         |